# Julia Schnetzer
Julia Schnetzer (* 1985 in München) ist eine deutsche Meeresbiologin und Sachbuchautorin. Ihr Spezialgebiet sind Mikro- und Makroorganismen des Meeres. Sie arbeitet in der Wissenschaftskommunikation.

## Leben
Julia Schnetzer wuchs in München auf. Mit 18 Jahren nahm sie für drei Monate an einem Integrations- und Sozialprojekt auf den Fidschi-Inseln im Südpazifik teil und lernte das Tauchen. Sie studierte Biologie an der Universität zu Köln, an der University of California in Merced und am Smithsonian Tropical Research Institute in Panama. Anschließend machte sie ihren Master in mariner Meeresbiologie an der Universität Bremen. Sie promovierte 2015 an der Jacobs University Bremen und dem Max-Planck-Institut für Marine Mikrobiologie.
Zum Wissenschaftsjahr 2016/2017 initiierte sie zusammen mit einer Dozentin und einem Physiker das Projekt „Plötzlich Wissen“ mit dem Ziel, Wissenschaftskommunikation an ungewöhnlichen Orten wie Kneipen und öffentlichen Plätzen umzusetzen und dort mit Menschen über aktuelle Forschung und Themen aus dem Bereich „Meere und Ozeane“ ins Gespräch zu kommen. Nach einer Anschubfinanzierung vom Bundesministerium für Bildung und Forschung wird das Projekt von der Robert Bosch Stiftung gefördert und vom Institut für Didaktik der Naturwissenschaften an der Leibniz-Universität Hannover bis 2023 wissenschaftlich begleitet. Als Science-Slamerin vermittelt Julia Schnetzer neue Erkenntnisse aus der Biologie, u. a. im Bildungskanal ARD-alpha.
Von 2017 bis 2020 war sie wissenschaftliche Koordinatorin und Kampagnenmanagerin für die internationale Wanderausstellung „Ocean Plastics Lab: Scientific insight on marine plastic pollution“, die sich mit dem Plastikmüll in den Weltmeeren befasst. Die interaktive Ausstellung tourte durch Paris, Brüssel, Washington, D.C., Ottawa und weitere Städte. Veranstalter waren das Bundesministerium für Bildung und Forschung gemeinsam mit dem Konsortium Deutsche Meeresforschung und der Europäischen Kommission.
Über aktuelle Forschung und Fakten zu Ozeanen und ihren Bewohnern schrieb sie das 2021 veröffentlichte wissenschaftliche Sachbuch Wenn Haie leuchten. Eine Reise in die geheimnisvolle Welt der Meeresforschung. Das ZDF-Kulturmagazin Aspekte widmete ihr dazu einen Fernsehbeitrag. Als Lizenzausgabe des Zeitverlags wurde Wenn Haie leuchten auch in die achtbändige ZEIT-Edition „Bibliothek des Wissens 2022“ aufgenommen.
Julia Schnetzer tritt regelmäßig in dem P.M.-Podcast Sag mal, du als Biologin… auf.

## Veröffentlichungen
- On the feasibility to engage heterogeneous communities in data gathering, sharing and enrichment. Dissertation, Jacobs Universität Bremen, 2015, veröffentlicht 2016 (Volltext zum Download)
- Wenn Haie leuchten. Eine Reise in die geheimnisvolle Welt der Meeresforschung, Carl Hanser Verlag, Berlin 2021, ISBN 978-3-446-26947-7